# Isoselkä
Isoselkä är en del av sjön Yli-Kitka i Finland. Den ligger kommunerna Posio och Kuusamo i Norra Österbotten och Lappland i den nordöstra delen av landet, 700 km norr om huvudstaden Helsingfors. Isoselkä ligger 240 meter över havet.
Trakten ingår i den boreala klimatzonen. Årsmedeltemperaturen i trakten är −3 °C. Den varmaste månaden är augusti, då medeltemperaturen är 11 °C, och den kallaste är januari, med −18 °C.